# Маккаллох, Люк
Люк Маккаллох (англ. Luke McCullough; 15 февраля 1994, Портадаун, Северная Ирландия) — североирландский футболист, нападающий клуба «Донкастер Роверс» и сборной Северной Ирландии. Участник чемпионата Европы 2016 года.

## Клубная карьера
Маккаллох — воспитанник английского клуба «Манчестер Юнайтед». В 2013 года он на правах аренды перешёл в «Челтнем Таун». 16 февраля в матче против «Олдершот Таун» Люк дебютировал во Второй лиге.
В том же году Маккаллох перешёл в «Донкастер Роверс». 2 ноября в поединке против «Брайтон энд Хоув Альбион» он дебютировал в Чемпионшипе. 3 января 2015 года в матче Кубка Англии против «Бристоль Роверс» Люк забил свой первый гол за «Донкастер».

## Международная карьера
31 мая 2014 года в товарищеском матче против сборной Уругвая Маккаллох дебютировал за сборную Северной Ирландии.
Летом 2016 года Люк принял участие в чемпионате Европы во Франции. На турнире он был запасным и на поле не вышел.